# Madonna col Bambino tra i santi Francesco e Bernardino con piccolo donatore orante
La Madonna col Bambino tra i santi Francesco e Bernardino con piccolo donatore orante è un dipinto a tempera e oro su tavola (97,9x83,3 cm) di Carlo Crivelli, databile al 1490 circa e conservato nel Walters Art Museum di Baltimora.

## Storia
Proveniente dalla collezione di Marcello Massarenti a Rima, passò nel 1910 in America. La datazione si basa su motivi stilistici e venne collocata, da van Marle, Bovero e Zeri a una fase tarda dell'artista, attorno al 1490.

## Descrizione e stile
La piena padronanza dell'arte prospettica nello sfondo della scena, tipica dell'ultima produzione dell'artista, si rispecchia nella tripla nicchia e nel loggiato dal cui parapetto si sporge Maria col figlio in stretto. Egli sta in piedi su un cuscino dorato, a sua volta poggiante su un drappo damascato, vicino a un piccolissimo frate francescano orante, il committente del dipinto, che prega inginocchiato e al quale dovrebbe riferirsi l'iscrizione sottostante F.B.D.A., che è stata sciolta in "Fra' Bernardino da Ancona". Come al solito il gruppo centrale è isolato da un drappo calato dietro di essi, mentre ai lati si sporgono due santi dell'ordine francescano: san Francesco a sinistra, con le cicatrici delle stimmate, e san Bernardino da Siena, che regge il trigramma di Cristo.
Come in altre opere dell'artista lo splendore decorativo, ottenuto anche grazie all'ampio ricorso dell'oro, è legato a un'intensa espressività delle figure, con un realismo marcato nel rappresentare le epidermidi e un complesso gioco di gesti e sguardi incrociati, nonché brani di virtuosismo pittorico come nel cuscino che sporge verso lo spettatore.